# Boëseghem
Boëseghem (niederländische Boezegem, Aussprache [bozɡɛm]) ist eine französische Gemeinde mit 738 Einwohnern (Stand: 1. Januar 2022) im Département Nord in der Region Hauts-de-France. Sie gehört zum Arrondissement Dunkerque und ist Mitglied im Gemeindeverband Cœur de Flandre Agglo. Die Bewohner werden Boëseghémois und Boëseghémoises genannt.

## Geografie

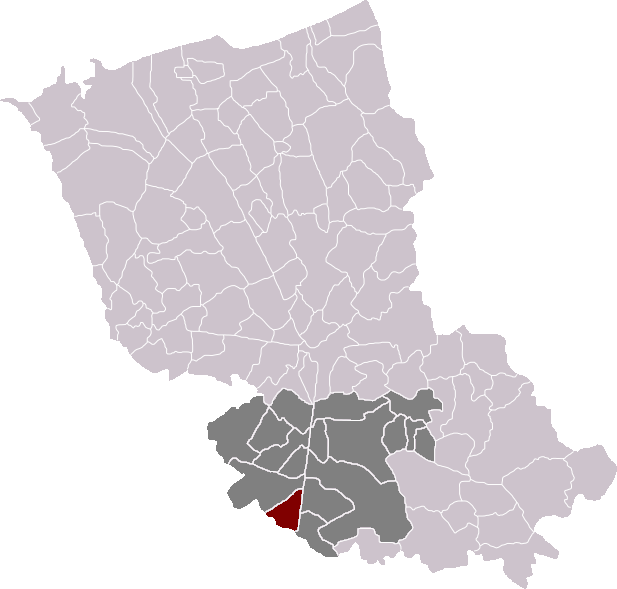
Lage von Boëseghem im Arrondissement Dunkerque

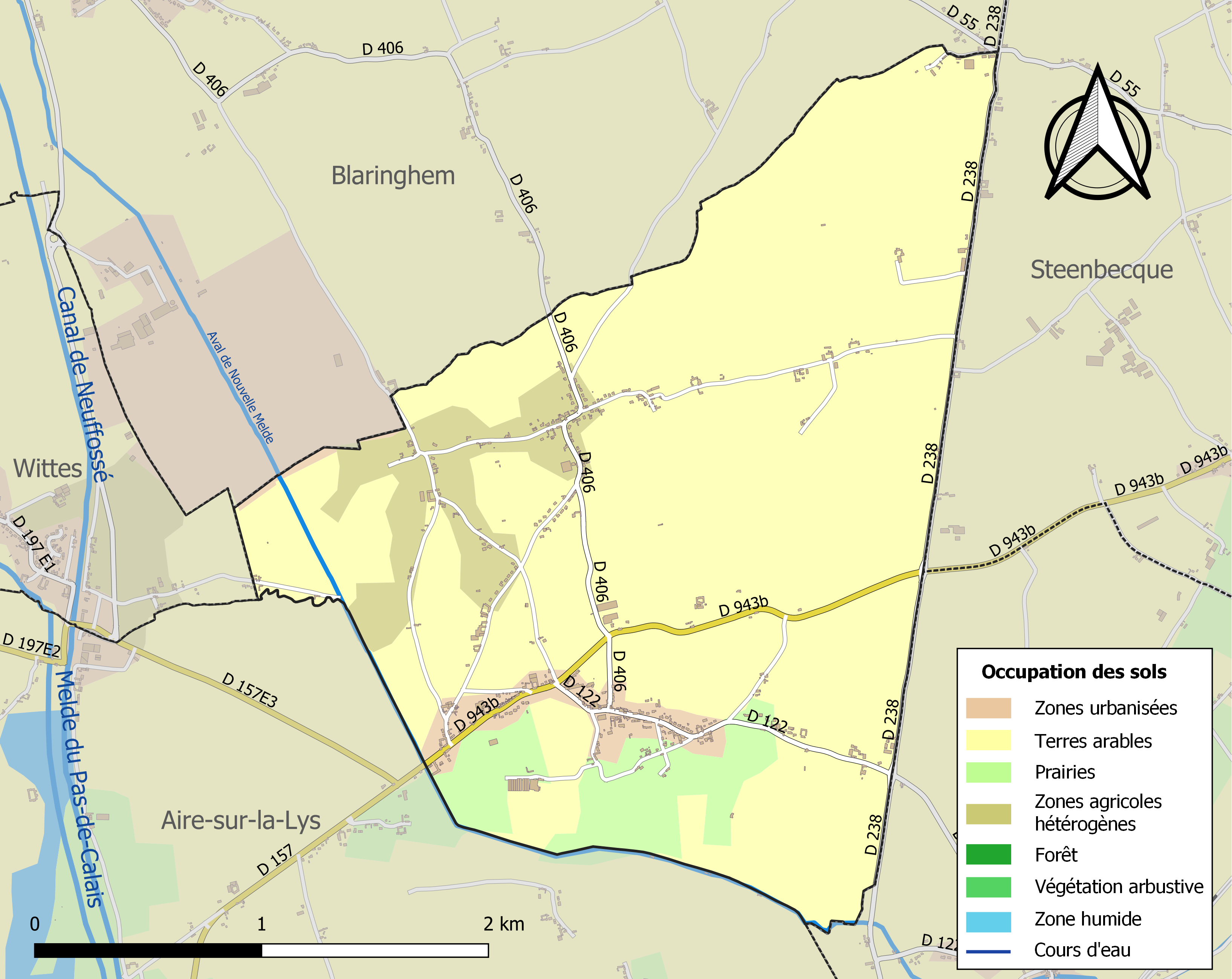
Bodennutzung, Hydrografie und Infrastruktur der Gemeinde (2018)

Boëseghem liegt in Französisch-Flandern, etwa 42 Kilometer südlich von Dünkirchen und etwa 45 Kilometer westnordwestlich von Lille an der Grenze zum benachbarten Département Pas-de-Calais. Die Gemeinde befindet sich in der Région naturelle Houtland. Sie wird im Süden durch den Leie-Nebenfluss Melde begrenzt, im Norden durch die Becque du Dail, die im Westen in die Melde mündet. Der zeitweise trockenfallende Bach Crombecque entspringt auf dem zentralen Gemeindegebiet und fließt in südlicher Richtung auf die Melde zu. Das Zentrum von Boëseghem liegt auf einer Höhe von etwa 30 m. Das Gelände der Gemeinde ist relativ flach und steigt nur im Norden auf eine maximale Erhöhung von 68 m an.
Etwa 96 % der Fläche der Gemeinde werden landwirtschaftlich genutzt, etwa 4 % entfallen auf bebaute Flächen (Stand: 2018).
Nachbargemeinden von Boëseghem sind Blaringhem im Nordwesten und Norden, Steenbecque im Nordosten, Thiennes im Osten und Südosten, Aire-sur-la-Lys (Département Pas-de-Calais) im Süden und Südwesten sowie Wittes (Département Pas-de-Calais) im Westen.

## Bevölkerungsentwicklung
| Jahr                      | 1962 | 1968 | 1975 | 1982 | 1990 | 1999 | 2006 | 2013 | 2020 |
| Einwohner                 | 629  | 666  | 684  | 721  | 751  | 755  | 788  | 726  | 745  |
| Quelle: Cassini und INSEE |      |      |      |      |      |      |      |      |      |

## Sehenswürdigkeiten
- Kirche Saint-Léger vom Bautyp Hallenkirche aus dem 16. Jahrhundert. Sie birgt zahlreiche Ausstattungsgegenstände, die in der Base Palissy gelistet sind, darunter eine große Anzahl, die als Monument historique der beweglichen Objekte klassifiziert sind.
- Oratorien und Calvaire
- Britischer Militärfriedhof

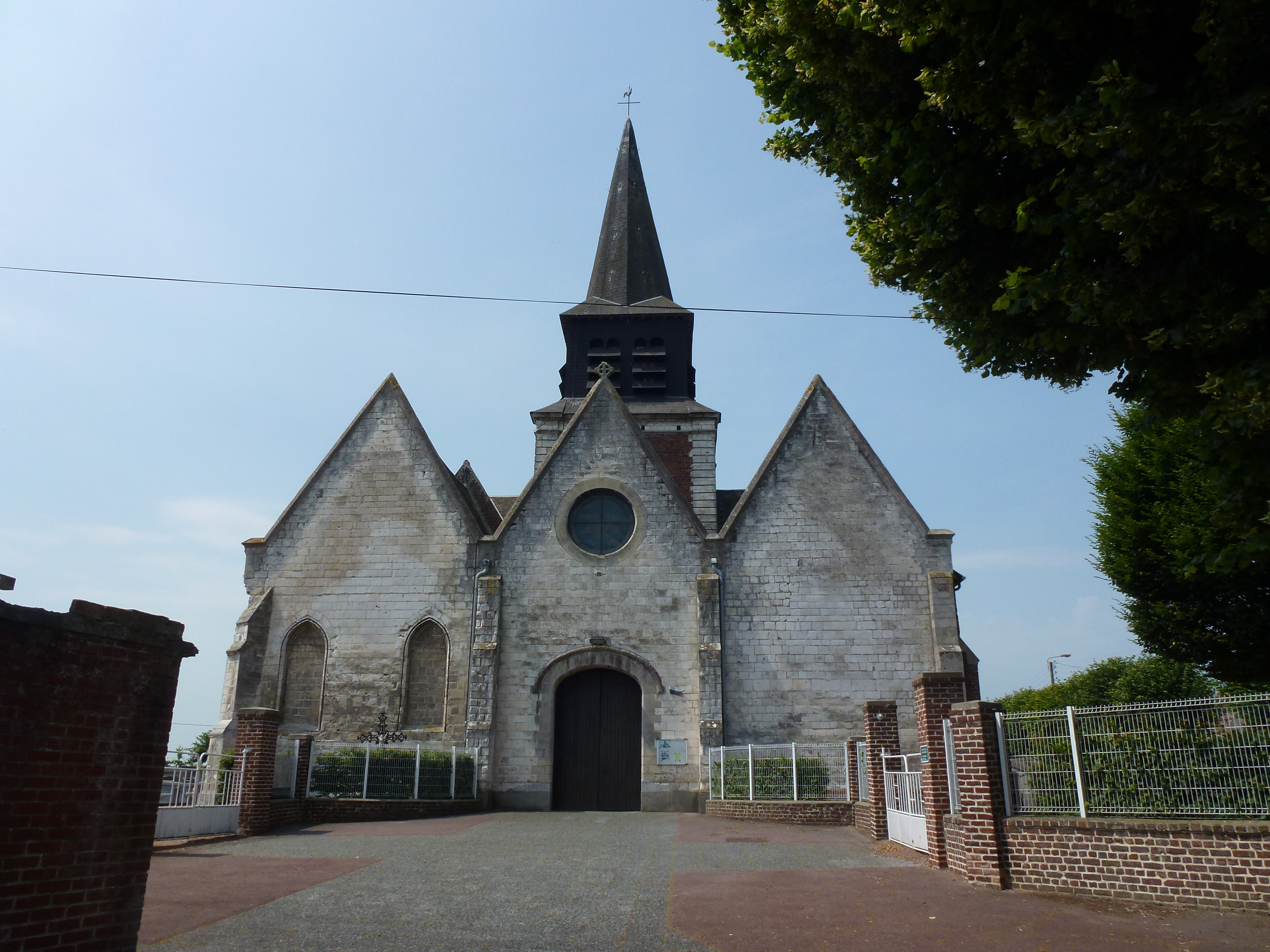
Kirche Saint-Léger
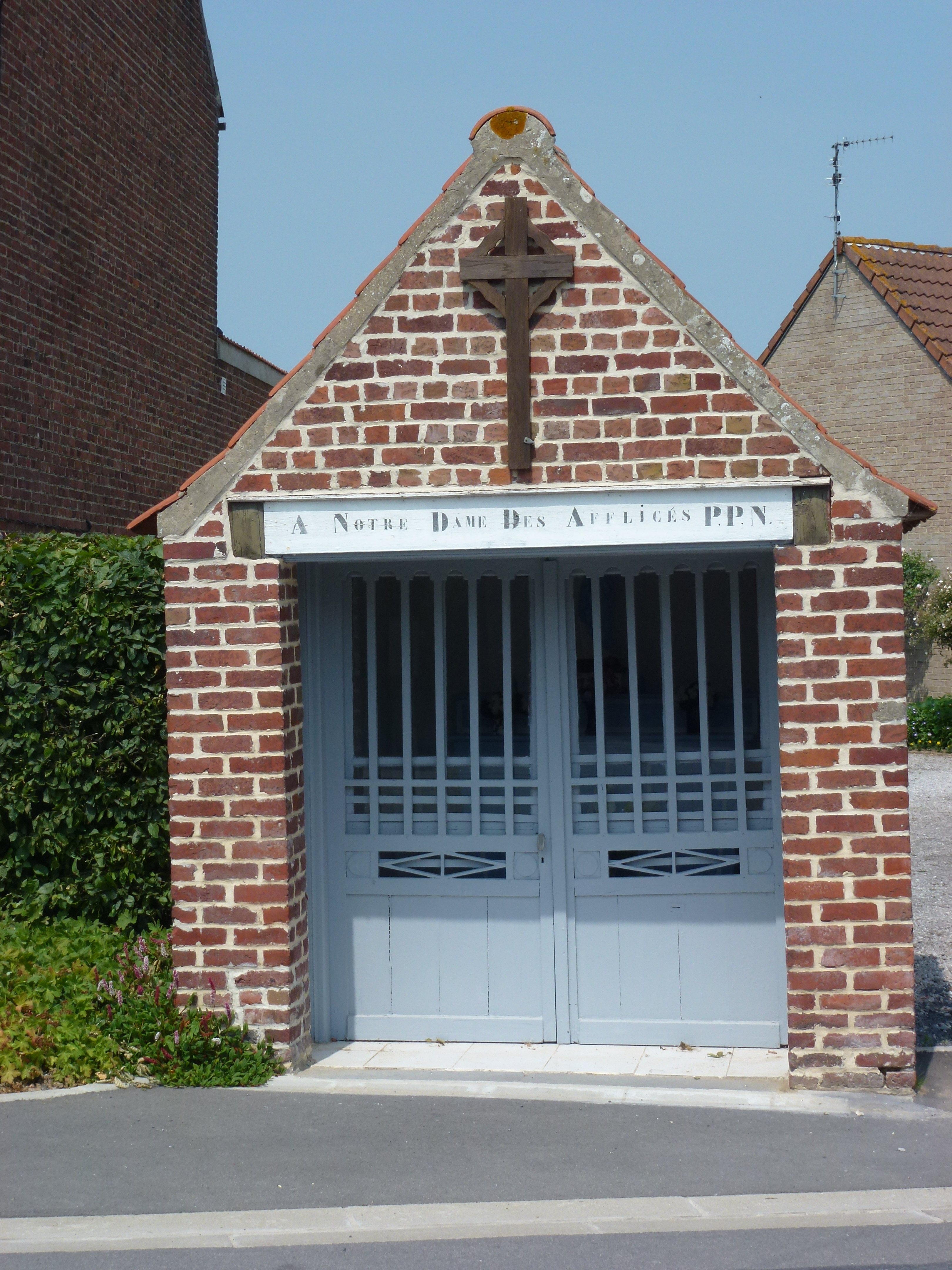
Oratorium Notre-Dame

## Verkehr
Die Departementsstraße D 943b, die ehemalige Route nationale 43b von Aire-sur-la-Lys nach Morbecque über Steenbecque, durchquert das Gemeindegebiet von West nach Ost. Die nachgeordneten Departementsstraßen D 122 und D 406 und lokale Landstraßen verbinden das Zentrum mit den Weilern der Gemeinde und Nachbargemeinden. Busse einer Linie der Transportgesellschaft Arc-en-Ciel des Départements Nord verbinden Boëseghem mit Aire-sur-la-Lys im Südwesten und mit Hazebrouck im Nordosten.